# Koninklijke Vlaamse Academie van België voor Wetenschappen en Kunsten
Koninklijke Vlaamse Academie van België voor Wetenschappen en Kunsten  (KVAB) (engl. Royal Flemish Academy of Belgium for Science and the Arts), (dt. Königlich Flämische Akademie Belgiens für Wissenschaften und Künste) lautet die Bezeichnung der Akademie der Wissenschaften in Flandern. Die Vereinigung hat den Zweck Wissenschaft und Kunst im niederländischsprachigen Teil Belgiens zu fördern.
Sie ist damit das Gegenstück zur französischsprachigen Académie royale des Sciences, des Lettres et des Beaux-Arts de Belgique (ARB). 
Die KVAB hat, ebenso wie die ARB und die RASAB ihren Sitz im Brüsseler Palast der Akademien unweit vom Warandepark. KVAB und ARB gingen zusammen aus der 1971 abgeschafften nationalen Akademie hervor. Die beiden Nachfolge-Akademien betreiben seit 2001 jedoch in der Hertogsstraat 1 Rue Ducale B-1000 Brussels eine gemeinsame, englischsprachige Kooperationsabteilung, die den Namen RASAB (The Royal Academies for Science and the Arts of Belgium) trägt und für die internationale Koordinierung der belgischen Interessen verantwortlich ist.

## Geschichte

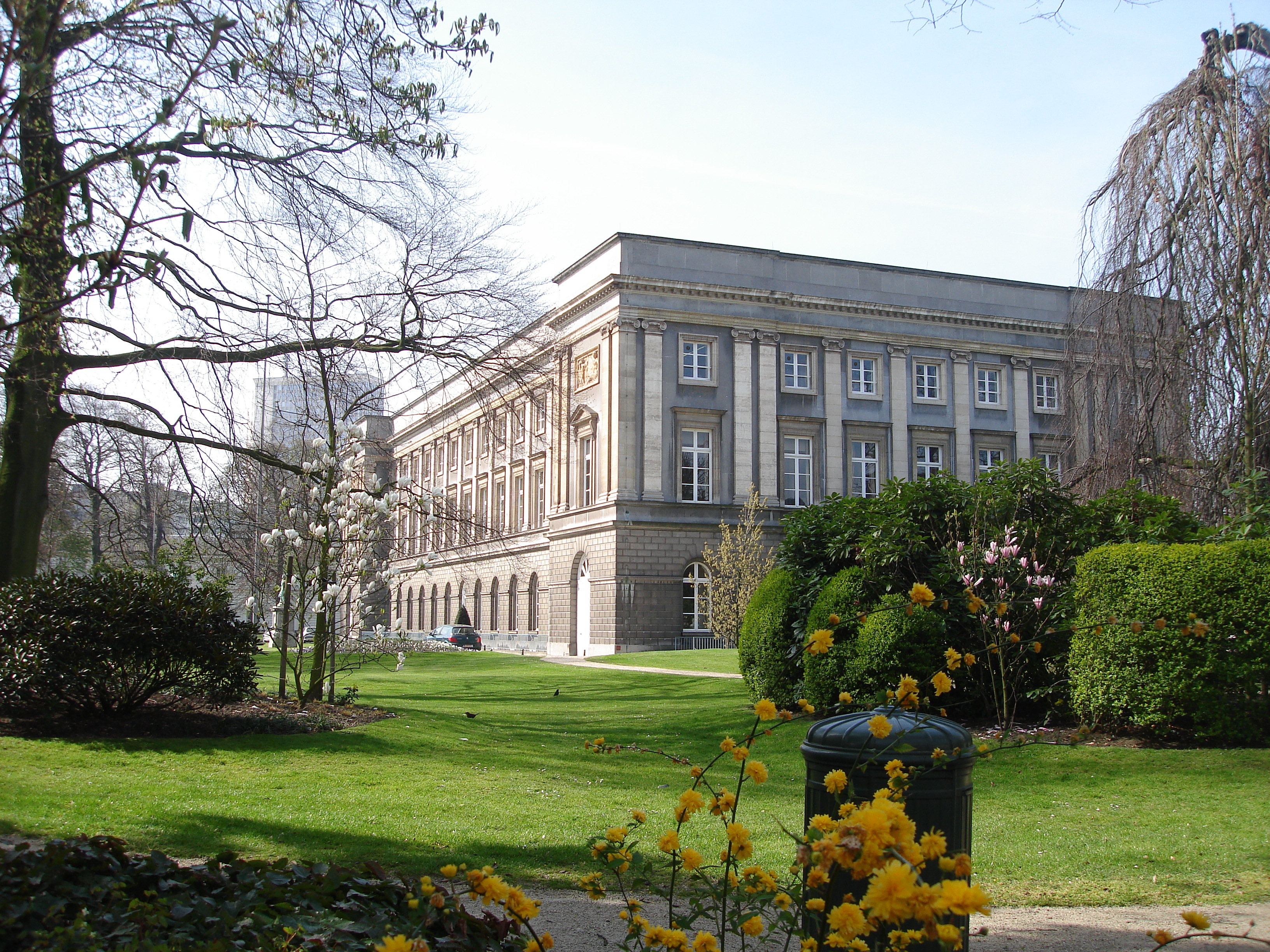
Der Palast der Akademien in Brüssel

Die Anfänge der Akademie gehen auf das Jahr 1769 zurück, als Kaiserin Maria Theresia der Gründung einer „Literarischen Gesellschaft“ in Brüssel ihre Zustimmung gab. Die eigentliche Akademie (als Keizerlijke en Koninklijke Academie voor Wetenschappen en Letteren van Brussel, so der heutige niederländischsprachige Name der damaligen Institution) entstand jedoch erst im Jahr 1772.

Infolge der belgischen Staatsreform von 1970 wurde schließlich im Jahr 1971 die bis dahin offiziell zweisprachige nationale Organisation „Königliche Akademie der Wissenschaften und Schönen Künste von Belgien“ abgeschafft und durch zwei Nachfolgeorganisationen ersetzt. Zum einen durch die niederländischsprachige Koninklijke Academie voor Wetenschappen, Letteren en Schone Kunsten (KAWLSK) und zum anderen durch die französischsprachige Académie royale des Sciences, des Lettres et des Beaux-Arts de Belgique (ARB). Beide Organisationen durften sich als gleichberechtigte Nachfolger der ursprünglichen 1772 von Maria Theresia gegründeten „Kaiserlich und königlichen Akademie“, der sogenannten Theresianische Akademie (Academia Theresiana) betrachten.
Im Jahr 1999 änderte die niederländischsprachige Organisation ihren Namen in die heute gebräuchliche Form Koninklijke Vlaamse Academie voor Wetenschappen en Kunsten van België (KVAB). Im Jahr 2009 wurde schließlich die vierte Abteilung der Technischen Wissenschaften gegründet.

## Aufbau
Die KVAB gliedert sich in vier Abteilungen (Klassen genannt): 
- natuurwetenschappen  (Naturwissenschaften)
- menswetenschappen  (Geisteswissenschaften)
- kunsten (Kunst)
- technische wetenschappen (Technische Wissenschaften)

## Veröffentlichungen
Bedeutende Veröffentlichungen sind u. a. die Herausgabe des Nationaal Biografisch Woordenboek, das niederländischsprachige Gegenstück zur französischsprachigen Biographie Nationale de Belgique. Die Reihe enthält die Biografien von Personen, die auf dem Grundgebiet des heutigen Belgien gelebt haben. Des Weiteren wird an der Edition der Briefe des Justus Lipsius gearbeitet.
Nachfolgend eine Liste der Veröffentlichungen der KVAB:
- Sources of the arts in the Netherlands (Fontes Historiae Artis Neerlandicae)
- Iuris Scripta Historica (including the bibliography of law history in Belgium)
- The letters of Justus Lipsius (Iusti Lipsi Epistolae)
- The maritime history of Belgium (Collectanea Maritima)
- The national accounts since 1795 (Studies in Belgian Economic History)
- Religious history (Collectanae Biblica et Religiosa Antiqua)
- Papyrus archives (Collectanea Hellenistica)

## Centrum voor Europese Cultuur (CEC)
Im Jahr 1993 wurde das Zentrum für europäische Kultur CEC (Centrum voor Europese Cultuur) eröffnet.

## VLAC
Im Jahr 1999 wurde nach dem Vorbild der Institutes for Advanced Study in den USA und in einigen europäischen Ländern von der KVAB ein entsprechendes Zentrum in Flandern geschaffen, das VLAC (Vlaams Academisch Centrum voor Wetenschappen en Kunsten). Forscher sollen hier die Möglichkeit bekommen in einem bestimmten Zeitrahmen und in entsprechender Umgebung interdisziplinär Spitzenforschung zu betreiben. Vom Zentrum werden jährlich 10 bis 20 sogenannte Academy Award Fellowships vergeben. 

## RASAB
The Royal Academies for Science and the Arts of Belgium (RASAB) koordiniert seit Anfang 2001 die nationalen und internationalen Aktivitäten, für die KVAB und die ARB die gemeinschaftliche Verantwortung tragen.
Die Hauptaufgabe der RASAB ist die Koordinierung und die Anregung der Aktivitäten der 25 nationalen wissenschaftlichen Ausschüsse.

## Internationale Organisationen
Über RASAB ist die KVAB in verschiedenen Internationalen Organisationen aktiv, wie dem Internationalen Wissenschaftsrat ICSU, IAP, EASAC und anderen.